# ハインリヒ・ホルンシュック
クリスティアン・ハインリヒ・ホルンシュック（Christian Heinrich Hornschuch、1838年3月3日 - 1912年1月17日）は、アプツヴィントに生まれ、フュルトに没した、ドイツ（バイエルン王国）の起業家。起業家として、また社会活動家としての活動によって、ヴァイセンシュタットやフォルヒハイムからの名誉市民の称号など、様々なの栄誉を受けた。

## 生涯
ワイン商を営んでいた父カール・ハインリヒ・ホルンシュック (Carl Heinrich Hornschuch、1809年 – 1884年）の息子として、アプツヴィントの国民学校から、ノイシュタット・アン・デア・アイシュの商業学校に進んだ。1857年には、父と協力して、ヴィンツハイムに商館を開いた。1861年に、エリザベート・バベッテ・マグダレーネ・オット（Elisabeth Babette Magdalena Ott、1835年 – 1870年）と結婚し、義父コンラート・オット (Konrad Ott) からフュルトの織物事業ヴェーバー&オット (Weber & Ott) の共同経営者の地位を与えられた。最初の妻が死去すると、ホルンシュックは、同年（1870年）のうちに、亡妻の従妹であるアンナ・マリア・ヨハンナ・オット（Anna Maria Johanna Ott、1845年 - 1921年）と再婚した。2回の結婚を通して、ホルンシュックは12人の子どもをもうけた。義父オットの引退後、ホルンシュックはフュルトの織物事業の単独経営者となった。この時点まで、彼の事業は、家内労働の手織りに依存していたが、ホルンシュックは1873年に機械式織機を導入した工場をフォルヒハイムに設け、事業を急成長させ、程なくしてエアランゲン、ブラント (Brand)、マルクトレドヴィッツ、ヴンジーデルに分工場を設け、さらにフォルヒハイム、クルムバッハ、マインロイスに紡績工場を設けた。第二次世界大戦の直前までに、彼の事業はおよそ5,000人ほどの従業員を擁する規模にまで拡大した。
1869年、ホルンシュックはフュルトの商業組合の役員となり、地元の裁判所の補助裁判官 (Ergänzungsrichter) にもなった。1886年には、ヴァイセンシュタットの商事官、名誉市民となったが、ヴァイセンシュタットはホルンシュックが多数の家内織工 (Hausweber) を運用していたところであった。1889年、ホルンシュックは管区議制委員会 (Bezirksgremium) の委員に選出された。また、同年（1889年）から、フュルトの美術館の運営委員会に加わり、1892年からは、バイエルンの河川および運河に関する上級委員会 (Ausschuss zur Hebung der Fluss- und Kanalschifffahrt in Bayern) の一員となった。
ホルンシュックは、その起業家精神を大規模な社会活動においても発揮したという意味で、特別な存在であった。フュルトとフォルヒハイムにおいて、彼は、多数の社会的目的のための組織を創設し、フュルトの民衆教育施設 (Fürther Volksbildungsheim) や、歯科診療所、フォルヒハイムの女学校を創設するとともに、数多くの教会への寄進も行なった。1906年7月27日には、摂政王子ルイトポルト・メダル の銀メダルを授与され、1908年1月1日には、聖ミハエル勲章4級を受章した。ホルンシュックは、フォルヒハイムにおいても名誉市民となった。フュルトでは、ホルンシュック＝プロムナーデ (Hornschuch-Promenade) が、彼にちなんで命名された。
1905年、ホルンシュックの事業は、家族会社に再編された。同社の経営は、2度目の結婚で生まれた息子のひとりであるフリッツ・ホルンシュック（1874年 - 1955年）が引き継いだ。最初の結婚で生まれた息子のひとりであるコンラット・ホルンシュック（1864年 - 1943年）は、自らの織物事業を1905年にウアバッハで興したが、この事業は現在ではヴァイスバッハに移ってコンラット・ホルンシュック社として存続している。